# Теннисный чемпионат Дубая 2009
Теннисный чемпионат Дубая 2009 года — ежегодный профессиональный теннисный турнир в серии ATP 500 для мужчин и премьер серии для женщин.
Соревнования проводилось на открытых хардовых кортах в Дубае, ОАЭ. Мужчины выявили лучших в 17-й раз, а женщины — в 9-й.
Турнир прошёл с 15 по 28 февраля 2009 года: первую неделю лучшую выявляли женщины, а вторую — мужчины.
Прошлогодние победители:
- мужчины одиночки —  Энди Роддик
- женщины одиночки —  Елена Дементьева
- мужчины пары —  Махеш Бхупати /  Марк Ноулз
- женщины пары —  Кара Блэк /  Лизель Хубер

## Соревнования

### Мужчины одиночки
Новак Джокович обыграл  Давида Феррера со счётом 7-5, 6-3

### Женщины одиночки
Винус Уильямс обыграла  Виржини Раззано со счётом 6-4, 6-2

### Мужчины пары
Рик де Вуст /  Дмитрий Турсунов обыграли  Мартина Дамма /  Роберта Линдстедта со счётом 4-6, 6-3, 10-5

### Женщины пары
Кара Блэк /  Лизель Хубер обыграли  Марию Кириленко /  Агнешку Радваньскую со счётом 6-3, 6-3